# 叶顶花科
叶顶花科（学名：Phyllonomaceae），也叫叶茶藨科，只有1属4种，生长在从墨西哥南部到秘鲁的中美洲热带和亚热带地区。
本科植物为乔木或灌木，单叶互生，全缘，有小托叶；花小，生长在叶子上，在叶中脉顶端；果实为浆果，包含几个种子。
1981年的克朗奎斯特分类法将本属分入茶藨子科，属于蔷薇目，1998年根据基因亲缘关系分类的APG 分类法认为应该单独分为一个科，列在冬青目中。